# Set the Mood
Set the Mood est le premier album de David Jordan. Il a commencé à la 98e place au UK Album Chart, et a atteint la 28e deux semaines plus tard. Il est depuis devenu numéro 8.

## Liste des pistes
1. "On the Money"
2. "Place in My Heart"
3. "Sun Goes Down"
4. "Set the Mood"
5. "Love Song"
6. "Move On"
7. "Sweet Prince"
8. "If I'm in Love"
9. "Glorious Day"
10. "Only Living Soul"
11. "Fight the World"